# Turystyka w Holandii
Turystyka w Holandii – jest stosunkowo małym sektorem gospodarki Holandii z całkowitym wkładem 5,4% do produktu krajowego brutto i 9,6% do zatrudnienia. W 2017 roku Holandię odwiedziło 17 milionów zagranicznych turystów (ponad 5 milionów pochodziło z Niemiec), co czyni ją 20. najczęściej odwiedzanym krajem na świecie. Najchętniej odwiedzanymi regionami Holandii są Drenthe, Brabancja Północna, a także połacie północnej i południowej Holandii. Oblegane są również Utrecht i Zeeland. Wśród turystyki wewnętrznej (na terenie Holandii przez rodowitych Holendrów) dominują regiony Gelderland i Limburgia.
W 2017 roku turyści na terenie Holandii wydali 12,9 mld euro.

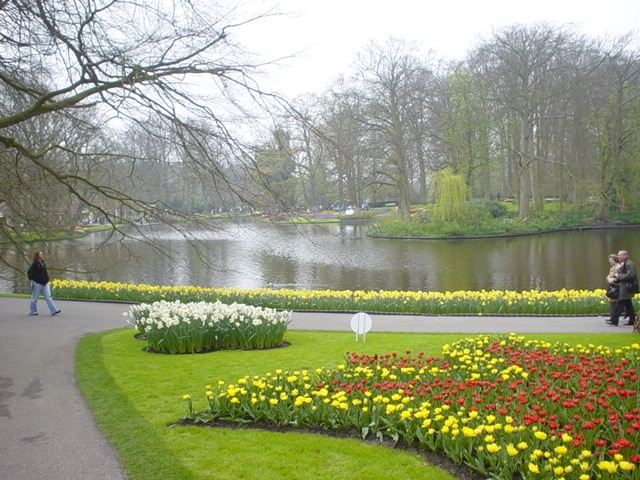
Keukenhof, główna atrakcja Holandii w okresie wiosennym

## Atrakcje
Wielu zagranicznych turystów odwiedza Amsterdam. Miasto jest popularne głównie kawiarni i dzielnicy prostytucji De Wallen. Codziennie niezliczone łodzie wycieczkowe przepływają przez pas kanału w zabytkowym centrum miasta. Słynne jest także Rijksmuseum, Muzeum Van Gogha i Concertgebouw znajdujące się na Museumplein. Turystyka skupiona jest również wokół festiwalu King's Day oraz Amsterdam Marathon. Miasto Rotterdam jest najbardziej znane z dużego portu i architektury.

## Kąpieliska
Na terenie Holandii w 2019 znajdowało się 724 kąpielisk wyznaczonych zgodnie z przepisami dyrektywy kąpieliskowej. Wśród nich 90 znajdowało się na wodach przybrzeżnych lub przejściowych, 599 na jeziorach, a 35 na rzekach. Jakość wody oceniono jako doskonałą w 537 z nich, a jako niedostateczną w 24. W 1991 na 320 ocenionych kąpielisk jakość doskonałą miało 71, a niedostateczną 19, a w 2000 na 507 odpowiednio – 357 i 11.

## Turyści według kraju

### W Europie
Większość turystów przebywających w Holandii pochodzi z poniższych krajów, przy czym większość turystów pochodzi z samej Europy. Szacuje się, iż do 2030 roku ilość turystów w Holandii zwiększy się do 29 milionów rocznie.
| Miejsce | Kraj            | 2013      | 2014      | 2015      | 2016      | 2017      |
| ------- | --------------- | --------- | --------- | --------- | --------- | --------- |
| 1       | Niemcy          | 3 495 000 | 3.894.000 | 4 283 000 | 4 628 000 | 5 190 000 |
| 2       | Belgia          | 1 673 000 | 1 828 000 | 1 965 000 | 2 124 000 | 2 240 000 |
| 3       | Wielka Brytania | 1 680 000 | 1 857 000 | 1 967 000 | 2 043 000 | 2 195 000 |
| 4       | Francja         | 680 000   | 725 000   | 750 000   | 784 000   | 825 000   |
| 5       | Włochy          | 461 000   | 503 000   | 543 000   | 525 000   | 565,000   |

### Inne kontynenty
W 2017 roku Holandię odwiedziło 1 414 000 turystów z USA, 364 000 turystów z Chin oraz 180 000 turystów z Kanady. Łączna liczba turystów zagranicznych odwiedzających Holandię w 2017 roku wyniosła 17 924 000, co stanowi wzrost o 13% w porównaniu z 15 829 000 obcokrajowcami, którzy odwiedzili kraj w 2016 roku.